# Crescent Records

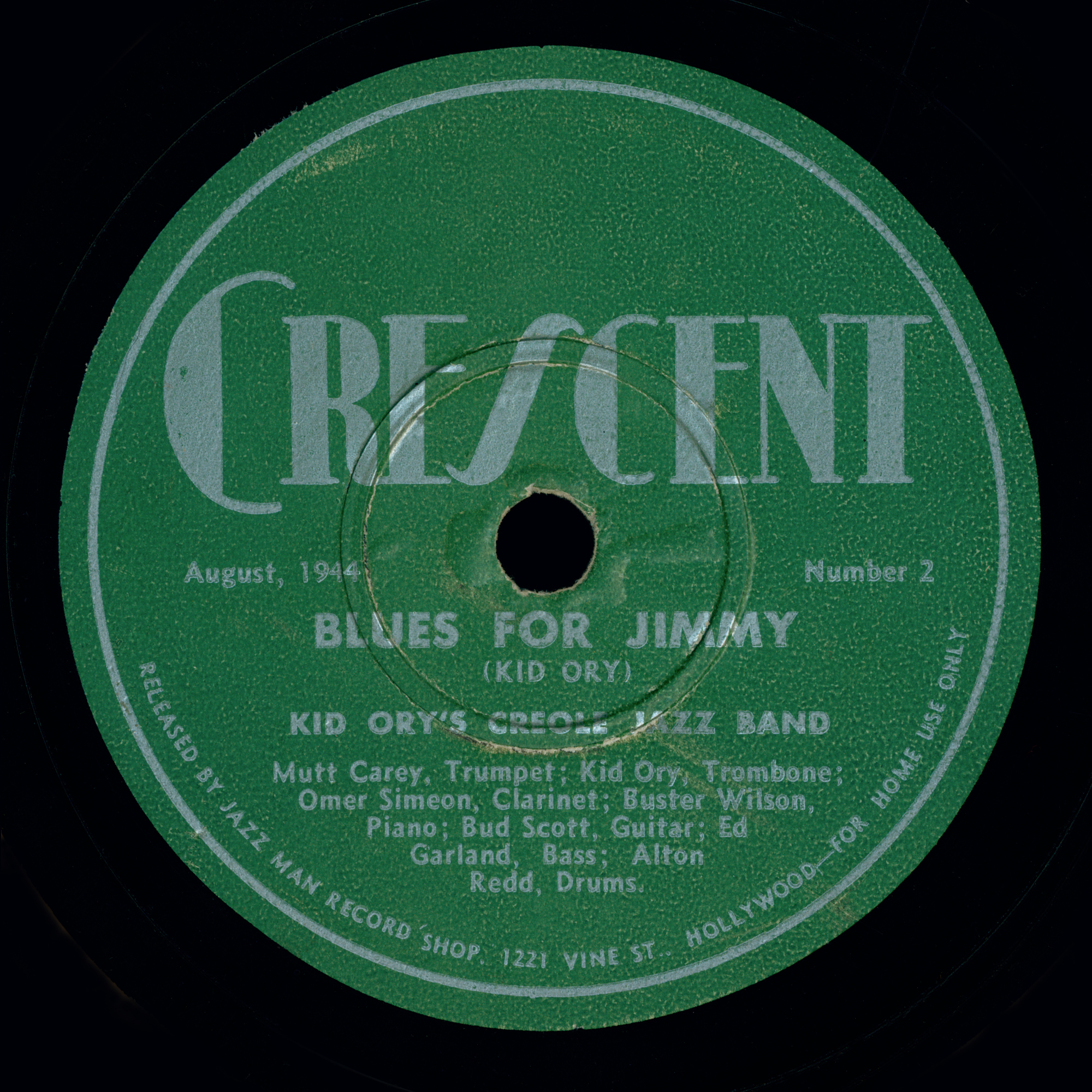
Disco com o selo da Crescent.

Crescent Records foi uma pequena gravadora independente de jazz dos Estados Unidos, baseada em Los Angeles, e que funcionou de 1944 a 1946.
Fundada pelos irmãos turco-estadunidenses Nesuhi Ertegun e Ahmet Ertegun, foi mais tarde vendida à Atlantic Records por 19 milhões de dólares.